# Senatorowie V kadencji Senatu Rzeczypospolitej Polskiej (1938–1939)
Senatorowie Senatu V kadencji (od 13 listopada 1938 do 2 października 1939) – senatorowie Senatu II RP, wybrani 13 listopada 1938. Złożyli ślubowanie senatorskie 28 listopada 1938.
Pierwsze posiedzenie odbyło się 28 listopada 1938, a ostatnie, 2 października 1939. 
Marszałek senior 17 listopada 1938
- Leon Wolf (OZN)

Marszałek Senatu od 28 listopada 1938
- Bogusław Miedziński (OZN)

Wicemarszałkowie Senatu
- Stefan Dąbkowski (OZN)
- Alojzy Pawelec (OZN)
- Błażej Stolarski (OZN)

## Lista według przynależności partyjnej (stan na koniec kadencji)

### Powołany przezPrezydenta RP(32 senatorów)
- Kazimierz Bartel
- Zygmunt Beczkowicz
- Kazimierz Bisping
- Wacław Bliziński
- Wołodymyr Decykewycz
- Jan Dębski
- Kazimierz Fudakowski
- Zygmunt Głowacki
- Józef Godlewski
- Witold Grabowski
- Erwin Hasbach
- Henryk Jędrusik
- Antoni Jakubowski
- Czesław Klarner
- Bohdan Łepki
- Ferdynand Machay
- Władysław Malski
- Bogusław Miedziński
- Stanisław Miłaszewski
- Konrad Olchowicz
- Aleksander Osiński
- Stanisław Patek
- Antoni Roman
- Wojciech Alojzy Świętosławski
- Rudolf Wiesner

### Obóz Zjednoczenia Narodowego(70 senatorów)
- Stefan Barcikowski
- Maria Bartlowa
- Józef Beck
- Zofia Berbecka
- Dawid Bruski
- Józef Budzanowski
- Maciej Bundzylak
- Stefan Dąbkowski
- Eugeniusz Dobaczewski
- Marian Wacław Drozdowski
- Kazimierz Duch
- Sylwester Dybczyński
- Bolesław Fichna
- Andrzej Galica
- Tadeusz Giedroyć
- Michał Gnoiński
- Michał Grajek
- Stanisław Hempel
- Emil Kaliński
- Władysław Kamiński
- Tadeusz Katelbach
- Tadeusz Kobylański
- Adam Koc
- Ludwik Kolankowski
- Rudolf Kornke
- Jan Lachcik
- Wojciech Lachowicz
- Albin Lachowski
- Felicjan Lechnicki
- Stefan Lelek
- Michał Łazarski
- Marian Malinowski
- Bolesław Miklaszewski
- Władysław Milewicz
- Edward Morawski-Dzierżykraj
- Wanda Norwid-Neugebauer
- Kazimierz Nosalewski
- Franciszek Pacześniak
- Anna Paradowska-Szelągowska
- Alojzy Pawelec
- Aleksander Prystor
- Bolesław Przedpełski
- Władysław Pulnarowicz
- Ignacy Puławski
- Krzysztof Radziwiłł
- Jan Rataj
- Jan Rembieliński
- Józef Rosada
- Aleksander Semkowicz
- Stanisław Siciński
- Stanisław Skoczylas
- Jan Slaski
- Stefan Starzyński
- Błażej Stolarski
- Władysław Stryjeński
- Helena Sujkowska
- Artur Śliwiński
- Leopold Tomaszkiewicz
- Mykoła Tworydło
- Tomasz Wasilewski
- Janusz Wielowieyski
- Edmund Wilczyński
- Leon Wolf
- Wiktor Wróbel
- Alfred Wysocki
- Ferdynand Zarzycki
- Roman Zelek
- Zdzisław Żmigryder-Konopka

### Centrolew(1 senator)
- Michał Róg

### Mniejszości Narodowe (5 senatorów)
- Emil Hordyński
- Mykoła Małyćkyj
- Izaak Rubinstein
- Serhij Tymoszenko
- Maximilian Wambeck